# يان زيمان
يان زيمان (1942 – 2020)، هو رجل أعمال هولندي مؤسس شركة سلسلة متاجر زيمان Zeeman عام 1967.
توفي يوم 2 يونيو 2020 في منزله بقرية «Lage Mierde» التابعة لبدية روسل- دي ميردن، بعد مرض قصير.